# Kreisstockhaus

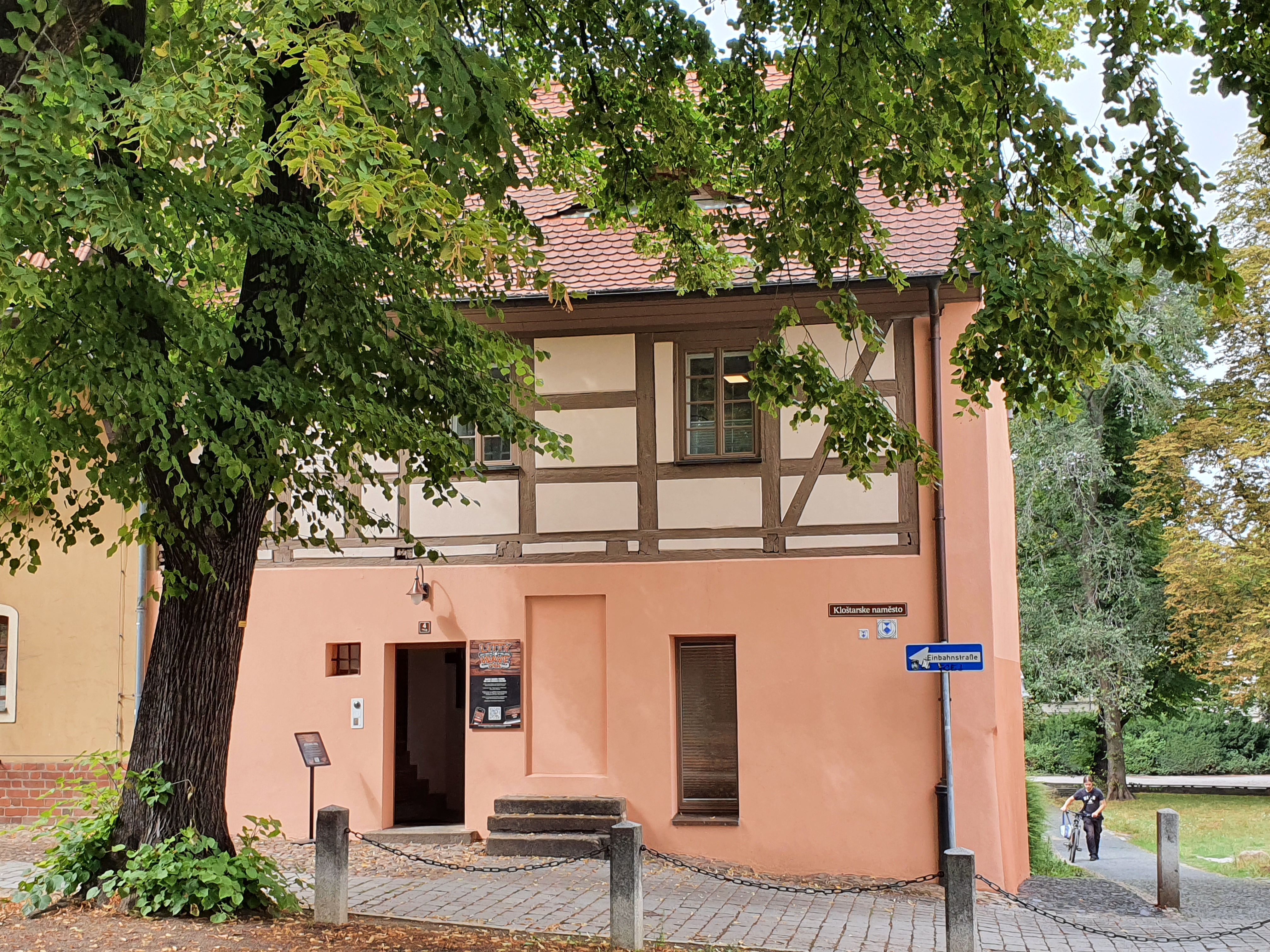
Kreisstockhaus (2022)

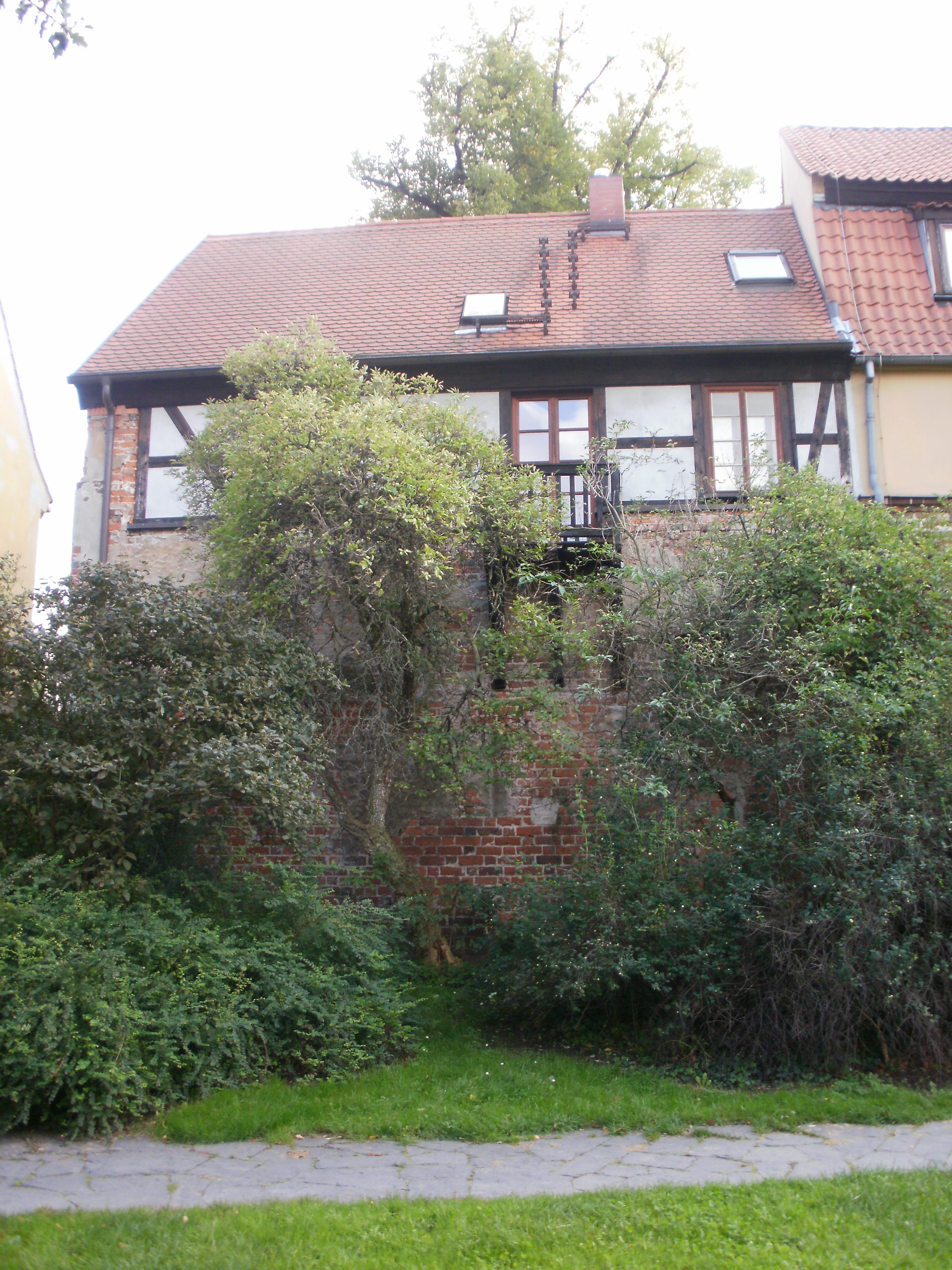
Rückseite des Gebäudes (2011)

Das Kreisstockhaus ist ein Gebäude in der Stadt Cottbus und ein eingetragenes Baudenkmal in der Denkmalliste des Landes Brandenburg. Es befindet sich am Klosterplatz im Stadtteil Mitte gegenüber der Klosterkirche. Das Kreisstockhaus wurde als Gefängnis des Patrimonialgerichts in Cottbus errichtet, später von der Stadt gekauft und ist heute ein Wohn- und Geschäftshaus.

## Geschichte und Architektur
Das Kreisstockhaus wurde im Jahr 1826 als Kriminalgefängnis („Stockhaus“) für das Cottbuser Patrimonialgericht gebaut. Nach der Aufhebung der Grundgerichtsbarkeit im Jahr 1849 wurde das Gebäude vom Kreis Cottbus übernommen, 1893 kaufte die Stadt Cottbus das Haus. Bei einem Umbau in den Jahren 1996 und 1997 wurde die bis dahin vollkommen erhaltene Gefängnisausstattung mit Arrestzellen und Kettenringen sowie ein bauzeitlicher Kamin beseitigt. Im Zuge dieser Maßnahmen wurden auch das Fachwerk rekonstruiert, das Dach neu gedeckt und an der Nordseite des Gebäudes ein kleiner Balkon angebaut. Der Rechte der beiden Eingänge am Klosterplatz wurde vermauert. Heute (Stand 2022) befindet sich in dem Haus ein Tattoostudio.
Das Gebäude ist ein zweigeschossiger Bau aus Ziegelmauerwerk und Fachwerk. Die Nordwand des Kreisstockhauses ist zum Teil in die historische Cottbuser Stadtbefestigung integriert. Die Ziegel der Umfassungswände haben die gleiche Dicke wie die Ziegel der Stadtbefestigung. Der frühere Eingang zum Zellentrakt mit einer vorgelagerten Freitreppe wurde 1997 zugemauert, der linke Eingang führt in das Obergeschoss, wo sich früher die Wohnung des Gefängniswärters befand. Im Erdgeschoss befinden sich lediglich zwei vergitterte Fensterschlitze. An der Nordseite deuten Reste auf das 1835 angebaute und im 20. Jahrhundert abgerissene Torwächterhaus hin.